# Kaluđerica
Kaluđerica (izvirno srbsko Калуђерица) je naselje v Srbiji, ki upravno spada pod Mestno občino Grocka; slednja pa je del Mesta Beograd.

## Demografija
V naselju živi 17264 polnoletnih prebivalcev, pri čemer je njihova povprečna starost 35,1 let (34,9 pri moških in 35,2 pri ženskah). Naselje ima 7429 gospodinjstev, pri čemer je povprečno število članov na gospodinjstvo 2,99.
To naselje je, glede na rezultate popisa iz leta 2002, večinoma srbsko, a v času zadnjih 3 popisov je opazen porast števila prebivalcev.
|  |

| Demografija | Demografija     | Demografija     |
| Leto        | Št. prebivalcev | Št. prebivalcev |
| ----------- | --------------- | --------------- |
|             |                 |                 |
|             |                 |                 |
|             |                 |                 |
|             |                 |                 |
| 1948        | 934             |                 |
| 1953        | 1011            |                 |
| 1961        | 1066            |                 |
| 1971        | 1909            |                 |
| 1981        | 12435           |                 |
| 1991        | 18326           | 17580           |
| 2002        | 23397           | 22248           |
|             |                 |                 |

| Etnična sestava po popisu iz leta 2002 | Etnična sestava po popisu iz leta 2002 | Etnična sestava po popisu iz leta 2002 | Etnična sestava po popisu iz leta 2002 | Etnična sestava po popisu iz leta 2002 |
| -------------------------------------- | -------------------------------------- | -------------------------------------- | -------------------------------------- | -------------------------------------- |
| Srbi                                   | Srbi                                   |                                        | 20.402                                 | 91,70%                                 |
| Črnogorci                              | Črnogorci                              |                                        | 237                                    | 1,06%                                  |
| Goranci                                | Goranci                                |                                        | 194                                    | 0,87%                                  |
| Makedonci                              | Makedonci                              |                                        | 188                                    | 0,84%                                  |
| Bolgari                                | Bolgari                                |                                        | 178                                    | 0,80%                                  |
| Jugoslovani                            | Jugoslovani                            |                                        | 142                                    | 0,63%                                  |
| Muslimani                              | Muslimani                              |                                        | 77                                     | 0,34%                                  |
| Romi                                   | Romi                                   |                                        | 63                                     | 0,28%                                  |
| Hrvati                                 | Hrvati                                 |                                        | 48                                     | 0,21%                                  |
| Rusi                                   | Rusi                                   |                                        | 19                                     | 0,08%                                  |
| Bošnjaki                               | Bošnjaki                               |                                        | 16                                     | 0,07%                                  |
| Romuni                                 | Romuni                                 |                                        | 11                                     | 0,04%                                  |
| Madžari                                | Madžari                                |                                        | 9                                      | 0,04%                                  |
| Albanci                                | Albanci                                |                                        | 9                                      | 0,04%                                  |
| Ukrajinci                              | Ukrajinci                              |                                        | 5                                      | 0,02%                                  |
| Slovenci                               | Slovenci                               |                                        | 5                                      | 0,02%                                  |
| Slovaki                                | Slovaki                                |                                        | 4                                      | 0,01%                                  |
| Rusini                                 | Rusini                                 |                                        | 3                                      | 0,01%                                  |
| Čehi                                   | Čehi                                   |                                        | 2                                      | 0,00%                                  |
| Vlahi                                  | Vlahi                                  |                                        | 1                                      | 0,00%                                  |
| Neznano                                | Neznano                                |                                        | 119                                    | 0,53%                                  |